# Polyporus pervadens
Polyporus pervadens är en svampart som beskrevs av Corner 1984. Polyporus pervadens ingår i släktet Polyporus och familjen Polyporaceae.   Inga underarter finns listade i Catalogue of Life.